# Kaluža
Kaluža és un poble i municipi d'Eslovàquia. Es troba a la regió de Košice, a l'est del país.

## Història
La primera referència escrita de la vila data del 1336.

## Demografia
| Godina             | 1994 | 2004   | 2014   | 2024    |
| ------------------ | ---- | ------ | ------ | ------- |
| Nombre de persones | 343  | 375    | 394    | 481     |
| Diferència         |      | +9,32% | +5,06% | +22,08% |

| Godina             | 2023 | 2024   |
| ------------------ | ---- | ------ |
| Nombre de persones | 472  | 481    |
| Diferència         |      | +1,90% |

## Viles agermanades
- Argenbühl, Alemanya
- Cieszanów, Polònia
- Žovkva, Polònia
- Diósd, Hongria